# Hán Júnisz kormányzóság
Hán Júnisz kormányzóság (arabul محافظة خان يونس [Muḥāfaẓat Ḫān Yūnis]) Palesztina tizenhat kormányzóságának egyike. A Gázai övezet déli részén fekszik. Északkeleten Dejr el-Balah kormányzóság, délkeleten Izrael, délnyugaton Rafah kormányzóság, északnyugaton pedig a Földközi-tenger határolja. Központja Hán Júnisz városa. Területe 108 km², népessége a 2007-es népszámlálás adatai szerint 290 399 fő.